# 博尼塔 (软件)
博尼塔（Bonita）是公司业务流程和工作流的开源解决方案，创建于2001年。最初由法国国家信息与自动化研究所INRIA创建，之后由法国电脑巨头布尔集团研发Bull. 自2009年，博尼塔软件公司开始全力研发博尼塔产品。

## 产品特征
博尼塔由三个主要部分构成 :
- 博尼塔工作室：用户可以根据BPMN 标准以图标的形式来设计和修改业务流程。同时也可以连接其已有的信息系统 (例如, ERP,企业内容管理ECM, 数据库...) 来实现商业流程的自动化运用，该流程将以网络表格的形式呈现于终端用户来管理流程。博尼塔工作室使终端用户能够使用其他技术例如XPDL 和jBPM开始流程工作. 该技术基于Eclipse软件.
- 博尼塔业务流程管理引擎：该引擎是由Java (程序语言)API编写，能够允许用户介入编写流程， 是一个基于LGPL执照和 Hibernate 的软件。
- 博尼塔用户体验：终端用户使用该门户可以像管理邮件一样管理已设置的任务，该门户也允许任务执行者来管理并且报告流程，它是基于 GWT.

博尼塔是一个开源软件，并且在GPL下可以免费下载。

## 历史
- 2001年：博尼塔1，研发于INRIA
- 2008年：博尼塔4, 研发于Bull
- 2009年6月：博尼塔科技有限公司创立, 公司全面研发博尼塔开源解决方案。
- 2009年9月：博尼塔成功融资3百万美元 [1]
- 2010年1月：博尼塔解决方案正式进入市场，博尼塔5。

## 同时请参阅
- 业务流程管理
- 工作流